# Trinay
Trinay är en kommun i departementet Loiret i regionen Centre-Val de Loire strax norr Frankrikes mitt. Kommunen ligger i kantonen Artenay som tillhör arrondissementet Orléans. År 2022 hade Trinay 210 invånare.

## Befolkningsutveckling
Antalet invånare i kommunen Trinay
| Referens: INSEE |